# Річард Такер
Річард Такер (англ. Richard Tucker; 4 червня 1884 — 5 грудня 1942) — американський актор кіно.

## Життєпис
Такер народився в Брукліні, штат Нью-Йорк, у 1884 році. Він з'явився у 266 фільмах між 1911 і 1940 роками, він був першим офіційним членом Гільдії кіноакторів США та членом-засновником її Ради директорів.
Такер помер у Вудленд-Гіллз, Лос-Анджелес, після серцевого нападу. Він похований у Меморіальному парку «Форест-Лаун», в непозначеній ніші у Великому Мавзолеї.

## Вибіркова фільмографія
- 1917 — Під маскою / Behind the Mask — лорд Стратмор
- 1920 — Жінка в кімнаті 13 / The Woman in Room 13 — Джо
- 1923 — Камео Кірбі / Cameo Kirby — Кузен Аарон Рендал
- 1925 — Авіапошта / The Air Mail — Джим Кронін
- 1927 — Крила / Wings — повітряний командир
- 1927 — Співак джазу / The Jazz Singer — Гаррі Лі
- 1930 — Вулична Мадонна / Madonna of the Streets
- 1930 — Шепіт кажана / The Bat Whispers
- 1931 — Щеплення / Graft — окружний прокурор Мартін Харрісон
- 1937 — Загроза джунглів / Jungle Menace — Роберт Беннінг